# Višegradska Banja
Višegradska Banja (en serbe cyrillique : Вишеградска Бања) est un village de Bosnie-Herzégovine. Il est situé dans la municipalité de Višegrad et dans la république serbe de Bosnie. Selon les premiers résultats du recensement bosnien de 2013, il compte 23 habitants.
Višegradska Banja, située à 5 km de Višegrad, est une station thermale. Ses eaux minérales, qui jaillissent à une température de 34 °C, soignent les rhumatismes et les maladies neurologiques. L'hôtel Vilina Vlas a été construit en 1982.

## Démographie

### Évolution historique de la population dans la localité
| 1948 | 1953 | 1961 | 1971 | 1981 | 1991 | 2013 |
| ---- | ---- | ---- | ---- | ---- | ---- | ---- |
| -    | -    | 12   | 1    | 15   | 19,  | 23   |

|  |